# Souvigné (Indre-et-Loire)
Souvigné ist eine 932 Einwohner (Stand: 1. Januar 2022) zählende französische Gemeinde im Département Indre-et-Loire in der Region Centre-Val de Loire. Sie gehört zum Arrondissement Chinon (bis 2016: Arrondissement Tours) und zum Kanton Langeais. Die Einwohner werden Souvignois genannt.

## Lage
Die Gemeinde Souvigné liegt etwa 26 Kilometer nordwestlich des Stadtzentrums von Tours am Fluss Fare. Ganz im Nordosten entspringt sein Zufluss Ardillière. Sie wird umgeben von den Nachbargemeinden Brèches im Norden, Sonzay im Osten, Ambillou im Südosten und Süden, Cléré-les-Pins im Süden, Courcelles-de-Touraine im Südwesten, Château-la-Vallière im Westen und Nordwesten sowie Couesmes im Nordwesten.

## Bevölkerungsentwicklung
| Jahr                       | 1962 | 1968 | 1975 | 1982 | 1990 | 1999 | 2006 | 2013 | 2021 |
| Einwohner                  | 667  | 622  | 604  | 540  | 527  | 554  | 686  | 815  | 914  |
| Quellen: Cassini und INSEE |      |      |      |      |      |      |      |      |      |

## Sehenswürdigkeiten
- Kirche Saint-Michel, erbaut im 9. Jahrhundert und seit 1926 Monument historique[1]
- Schloss Rochedain, im Mittelalter als Burg errichtet, heutiger Bau aus dem 19. Jahrhundert

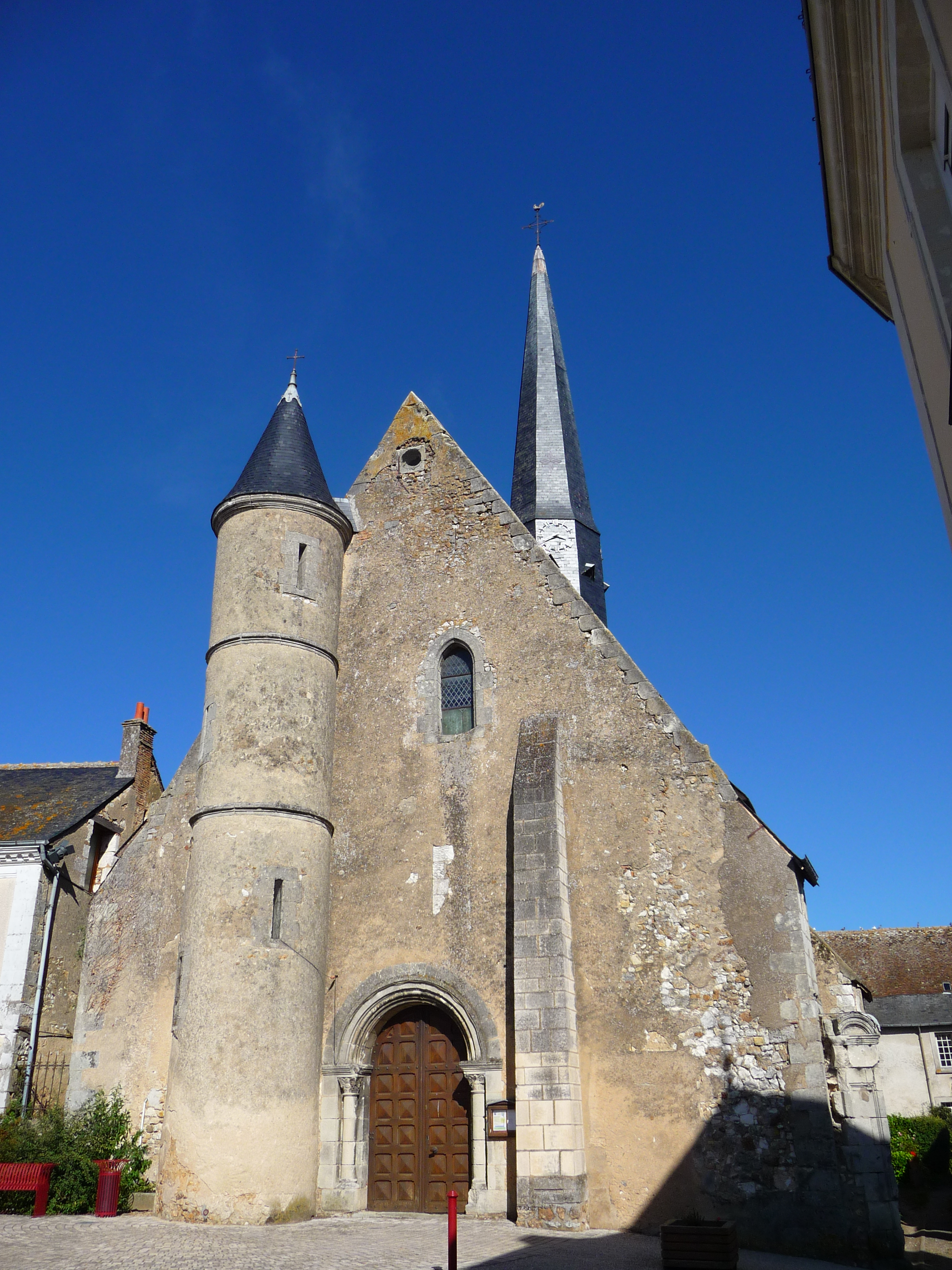
Kirche Saint-Michel
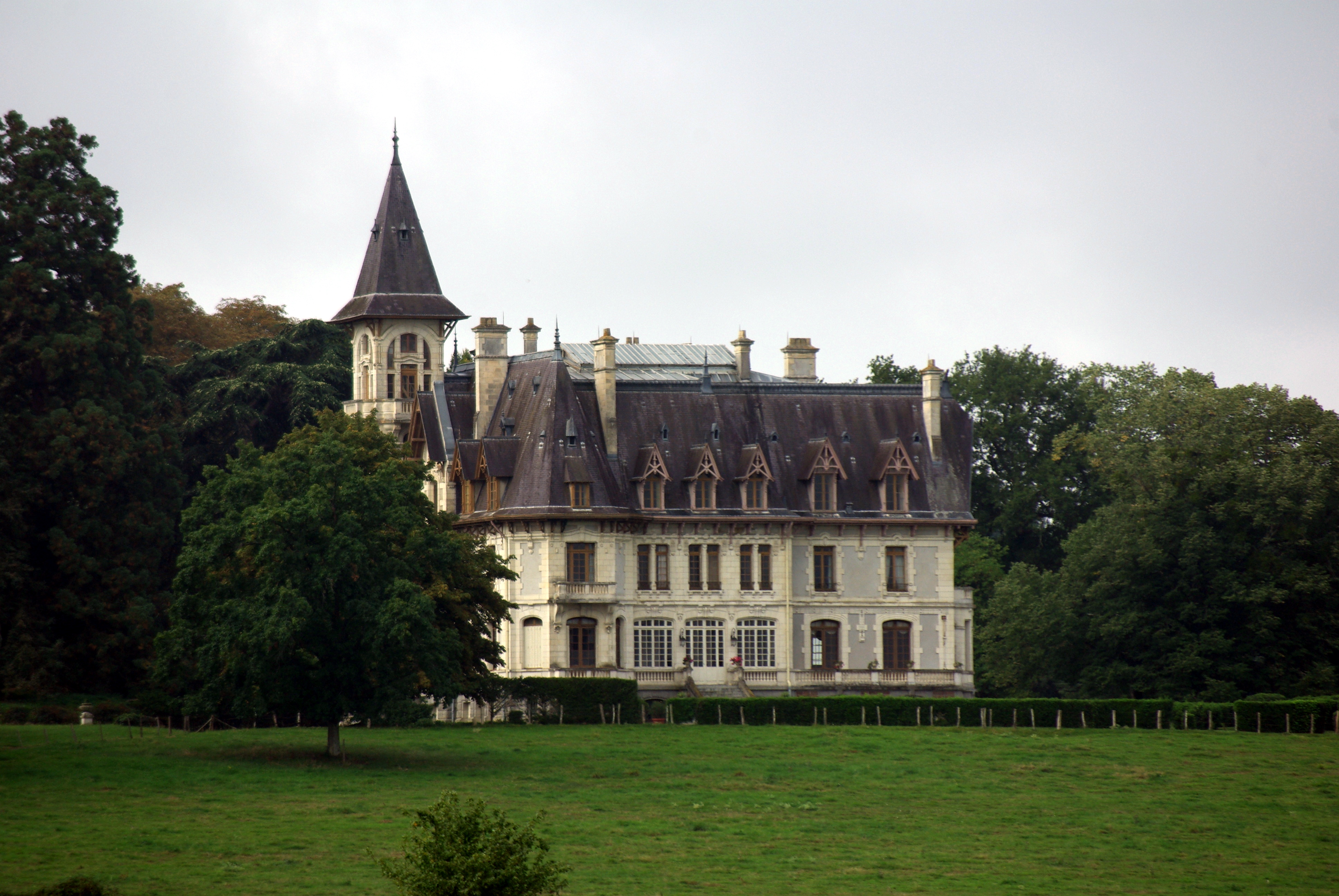
Schloss Rochedain